# 佩科拉德
佩科拉德（法語：Pécorade，法語發音：[pekɔʁad]）是法国朗德省的一个市镇，属于蒙德马桑区。

## 地理
佩科拉德（43°39'20"N, 0°22'16"W）面积4.17 平方千米，位于法国新阿基坦大区朗德省，该省份为法国西南部沿海省份，是法國本土面积第二大的省，北起吉倫特省，西临大西洋，南至大西洋比利牛斯省，东临热尔省，东北与洛特-加龍省接壤。
与佩科拉德接壤的市镇（或旧市镇、城区）包括：巴于斯苏比朗、卡斯泰尔诺蒂尔桑、若讷、索尔贝特。

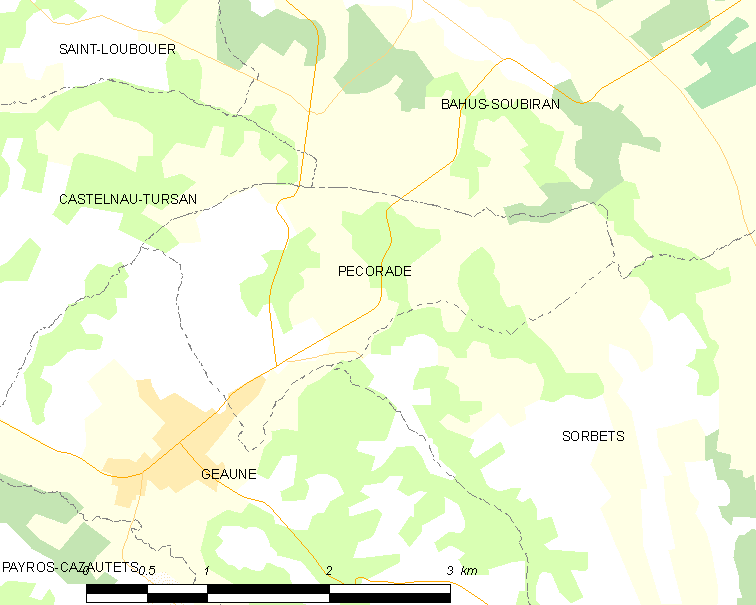
佩科拉德的OSM定位图

佩科拉德的时区为UTC+01:00、UTC+02:00（夏令时）。

## 行政
佩科拉德的邮政编码为40320，INSEE市镇编码为40220。

## 政治
佩科拉德所属的省级选区为沙洛斯-蒂尔桑县。

## 人口

1962-2008年间佩科拉德人口变化图示

佩科拉德于2022年1月1日时的人口数量为135人。